# 塞勒姆 (紐約州普查規定居民點)
塞勒姆（英語：Salem）是位於美國紐約州華盛頓縣的普查規定居民點。

## 人口
根據2020年美國人口普查的數據，塞勒姆的面積為7.60平方千米，皆為陸地。當地共有人口811人，而人口密度為每平方千米106.71人。